# Guînes
Guînes là một xã trong vùng Hauts-de-France, thuộc tỉnh Pas-de-Calais, quận Calais, tổng Guînes. Tọa độ địa lý của xã là 50° 52' vĩ độ bắc, 01° 52' kinh độ đông. Guînes nằm trên độ cao trung bình là 6 mét trên mực nước biển, có điểm thấp nhất là 0 mét và điểm cao nhất là 166 mét. Xã có diện tích 26,42 km², dân số vào thời điểm 1999 là 5221 người; mật độ dân số là 198 người/km².

## Thông tin nhân khẩu
| 1962  | 1968  | 1975  | 1982  | 1990  | 1999  |
| ----- | ----- | ----- | ----- | ----- | ----- |
| 4.724 | 4.984 | 5.034 | 5.174 | 5.105 | 5.221 |